# Biogén elem
Biogén elemeknek nevezik azokat a kémiai elemeket, amelyek atomjai részt vesznek az élő szervezetek felépítésében. A Földet felépítő természetes kémiai elemek száma száz körül van, közülük mintegy nyolcvan kimutatható az élő szervezetekből. Biogén elemeknek azonban csak azok tekinthetők, amelyek esszenciálisak, azaz más elemekkel nem helyettesíthető módon vesznek részt a sejtek felépítésében, illetve a sejtek működését megvalósító vegyületek anyagai. Ezen elemek száma körülbelül harmincra tehető.

## Elsődleges biogén elemek (organogén elemek)
Ha egy szervezetben megvizsgáljuk a biogén elemek mennyiségi megoszlását, akkor azt tapasztaljuk, hogy a sejtek anyagainak mintegy 99%-át mindössze négy elem építi fel, amelyek a szerves alapvegyületek építőelemei. Ezek a kiemelkedő fontosságú, elsődleges biogén elemek, más néven organogén elemek.
- Szén (C) – A szerves vegyületek legfőbb alkotója. Egyszerre 4 kovalens kötést képes kialakítani vegyület formájában, (pl. CH4) ennek köszönhetően tetraéderes térbeli szerkezetet vesz fel. Az elemek közül az egyedüli amelynek atomjai képesek korlátlan számban összekapcsolódni egymással, láncot vagy gyűrűt alkotva ezáltal. A növények CO2 vagy HCO−3 (hidrogén-karbonát-ion) formájában veszik fel. Az állatok növények (és/vagy növényevő állatok) révén jutnak hozzá.

- Hidrogén (H) – Valamennyi élőlény számára nélkülözhetetlen, atomszám-arányát tekintve a legnagyobb mennyiségben előforduló elsődleges biogén elem. A víz alkotójaként jelen van a sejtek alapállományában, valamennyi alapvető szerves molekula építőelemeként a strukturális anyagokban és a legkülönbözőbb működéseket végző és irányító molekulákban egyaránt. Ionként (H+) a sejteken belül és a sejteken kívüli terekben egyaránt jelen van. Fontos szerepet tölt be a transzport- és energiaforgalom folyamataiban (a szervezetben található másodlagos biogén elemeket hidrát-burokba fogva szállítja testnedvek formájában) és a megfelelő belső környezet biztosításában. A hidrogéntartalmú szerves vegyületek elégetésekor a hidrogénatomok oxidációja szolgáltatja a sejtek számára a legtöbb energiát.

- Oxigén (O) – A víz alkotóeleme, H2 szervezeten belüli oxidálása által, az energia termelésben játszik szerepet. A lebontó folyamatok legfontosabb elektronfelvevője (oxidációs folyamat). Ezért a legtöbb élőlény elemi állapotban is hasznosítja. Az oxigénmolekulát kis méreténél fogva a sejtek környezetükből közvetlenül, szabad diffúzióval veszik fel (pl. növények éjszakai regenerálódása: nappal a CO2-t hasznosítja fotoszintézis által, éjjel viszont a megtermelt O2 egy részét hasznosítja önfenntartás céljából).

- Nitrogén (N) – A biológiailag jelentős makromolekulák közül építőelemként nitrogénatomot tartalmaznak a fehérjék és a nukleinsavak, a lipidek közül a foszfatidok, valamint nitrogéntartalmú szénhidrátszármazékokat is ismerünk, ilyen például a kitin. A nitrogénmolekula kis mérete miatt szabad diffúzióval bejuthat a sejtekbe, de az elemi nitrogént csak egyes nitrogénkötő baktériumok tudják felhasználni.

## Másodlagos biogén elemek
Mintegy 0,005–1%-os mennyiségben képezik az élő szervezetek anyagait a másodlagos biogén elemek atomjai, melyek például az idegrendszer működésében vesznek részt. Ezek a nátrium (Na), a kálium (K), a kalcium (Ca), a magnézium (Mg), a vas (Fe) és a klór (Cl). Ezek ionos állapotukban találhatók meg. Az elsődleges és a másodlagos biogén elemeket együtt az élő anyag makroelemeinek is szokták nevezni.
- Nátrium (Na), Kálium (K) – testnedvekben találhatóak szabad kationként. Növényekben főleg a kálium-, állatokban a nátriumvegyületek felelősek a sejtek és szervezetek ozmotikus egyensúlyának fenntartásáért. Ezen kívül részt vesznek bioelektromos jelenségekben.

- Kalcium (Ca) – A csontok növekedéséhez, erősödéséhez, az izmok ingerlékenységéhez (hiányában izomgörcsök lépnek fel), a véralvadáshoz, valamint a sejtek egymáshoz tapadásához nélkülözhetetlen, részt vesz a bioelektromos jelenségekben is.

- Magnézium (Mg) – A klorofillok fő alkotója, valamint fontos szerepe van az enzimek működésében.

- Kén (S) – Aminosavak egyik alkotóeleme.

- Foszfor (P) – Csontok, membránok, nukleinsavak és az ATP (adenozin-trifoszfát) egyik alkotóeleme.
- Vas (Fe) – A hemoglobin legfontosabb alkotórésze, az oxigénmolekulák laza kötéséhez elengedhetetlen.

- Klór (Cl) – Az emésztésben játszik szerepet, a gyomorsav egyik alkotóeleme.

## Harmadlagos biogén elemek (mikroelemek)
Mindössze néhány ezrelékben (mikrogrammnyi mennyiségben) fordulnak elő az élő szervezetekben a mikroelemek (harmadlagos biogén elemek). Ennek ellenére nélkülözhetetlenek, hiszen legtöbbjük az életfolyamatokhoz szükséges makromolekulák egy-egy alkotója. Hiányuk esetén a sejtek képtelenek felépíteni egy sor fontos vegyületet.
- Mangán (Mn) – Anyagcsere-folyamatokban vesz részt.
- Szelén (Se) – Májműködésben fontos.
- Kobalt (Co) – Vitaminok (B12) alkotója.
- Réz (Cu) – Enzimaktivátor
- Cink (Zn) – Enzimaktivátor, hormonokban található.
- Molibdén (Mo) – A purinanyagcserében vesz részt, egyes aldehideket és szulfátokat oxidáló enzimekben található meg.
- Jód (I) – Az alacsonyabb rendű növények közül a barnamoszatok légzését fokozza, a magasabb rendű növények számára növekedést stimuláló hatású. Az ember és más gerincesek pajzsmirigye által termelt hormonok egyik csoportja (tiroxin, trijód-tironin) is tartalmaz jódot, ezért nélkülözhetetlen. Említésre méltó, hogy egyes vörös- és kovamoszatok (diatómák), főképpen azonban a barnamoszatok nagy mennyiségben vonnak ki jódot a tengervízből. Általában hipojódsav (HIO) formájában veszik fel, és jodidok, valamint jódaminosavak (mono-, di-, és trijód-tirozin), továbbá különböző jódproteidek formájában épül be a szervezetükbe. A sejtekben ilyen formában lévő jód előbb-utóbb a jodidoxidáz nevű enzim hatására elemi jóddá oxidálódik, és a sejtek felületén, a sejtfalon rakódik le.

## Negyedleges biogén elemek (nyomelemek)
A nyomelemek (negyedleges biogén elemek) csoportjába tartoznak azok az elemek, amelyek nem minden élőlénynek számítanak létszükségletnek, csak bizonyos fajok számára.
- Bór (B) – Növények egyes életfolyamataiban van nagy szerepe.
- Fluor (F) – Csak az emlősök fogazatának felépítésében vesz részt.
- Szilícium (Si) – Kovamoszatok sejtfala nagy mennyiségben tartalmazza.
- Titán (Ti)
- Vanádium (V)
- Króm (Cr) – Aktívan részt vesz a szénhidrát-anyagcserében, de pontos funkciója nem ismert.
- Nikkel (Ni)
- Bróm (Br)
- Ón (Sn)